# 杜翰
杜翰（1806年—1866年），字鴻舉，號繼園，山東濱縣（今濱城區）人，晚清政治人物，同進士出身。
帝師杜受田長子。道光二十四年（1844年）登甲辰科進士，選庶吉士，授翰林院檢討。咸豐三年（1853年）咸丰帝念其父劬勞，擢杜翰為工部侍郎，在軍機大臣上行走，辦理京城巡防事宜，甚受倚重。咸豐十年（1860年）随咸丰帝逃熱河。咸豐十一年（1861年）咸丰帝病重，遺命杜翰等八人為贊襄政務大臣，反對兩宮太后垂簾聽政。同年，兩宮太后與恭親王先到達北京，發動祺祥之變，罷免八大臣職務，賜死載垣、端華，斬殺肅順。杜翰反對垂簾最積極，惟因杜受田子免死革職，流放新疆，後被赦免，從此閉門不出。同治五年（1866年）卒。

## 外部連結
- 杜翰 （页面存档备份，存于） 中研院史語所